# Арсланагич, Дино
Дино Арсланагич (босн. Dino Arslanagic; 24 апреля 1993, Нивель, Бельгия) — бельгийский футболист боснийского происхождения, защитник клуба «Эр-Рияд».

## Клубная карьера
Арсланагич начал карьеру в футбольной школе клуба «Мускрон». В 2009 году он переехал во Францию, где выступал за молодёжную команду «Лилля». В 2011 году Дино вернулся в Бельгию и начал выступления за команду резервистов «Стандарда» из Льежа. 2 декабря 2012 года в матче против «Васланд-Беверен» он дебютировал в Жюпиле лиге. 19 мая 2013 года в поединке против «Локерена» Арсланагич забил свой первый гол за «Стандарт». В 2014 году Дино помог клубу занять второе место в чемпионате. В 2015 году Арсланагич помог «Стандарду» выиграть Кубок Бельгии.
В начале 2017 года Дино перешёл в «Мускрон-Перювельз». 21 января в матче против «Локерена» он дебютировал за новую команду. В этом же поединке Арсланагич забил свой первый гол за «Мускрон-Перювельз».
Летом 2017 года Дино присоединился к «Антверпену». Сумма трансфера составила 400 тыс. евро. 28 июля в матче против «Андерлехта» он дебютировал за новый клуб. 13 августа в поединке против «Генка» Арсланагич забил свой первый гол за «Антверпен».
26 июня 2020 года Арсланагич присоединился к «Генту», подписав с клубом двухлетний контракт.

## Международная карьера
В 2011 году Арсланагич в составе юношеской сборной Бельгии принял участие в юношеском чемпионате Европы в Румынии. На турнире он сыграл в матче против команды Испании.

## Достижения
«Стандард»
- Обладатель Кубка Бельгии: 2015/16

## Статистика
| Клуб              | Сезон   | Чемпионат    | Чемпионат | Чемпионат | Кубок | Кубок | Еврокубки | Еврокубки | Другое | Другое | Итого | Итого |
| Клуб              | Сезон   | Дивизион     | Игры      | Голы      | Игры  | Голы  | Игры      | Голы      | Игры   | Голы   | Игры  | Голы  |
| ----------------- | ------- | ------------ | --------- | --------- | ----- | ----- | --------- | --------- | ------ | ------ | ----- | ----- |
| Стандард Льеж     | 2012/13 | Лига Жюпилер | 9         | 1         | 1     | 0     | -         | -         | 2      | 0      | 12    | 1     |
| Стандард Льеж     | 2013/14 | Лига Жюпилер | 17        | 0         | 2     | 0     | 10        | 0         | -      | -      | 29    | 0     |
| Стандард Льеж     | 2014/15 | Лига Жюпилер | 28        | 2         | 1     | 0     | 6         | 0         | -      | -      | 35    | 2     |
| Стандард Льеж     | 2015/16 | Лига Жюпилер | 21        | 1         | 3     | 1     | 0         | 0         | -      | -      | 24    | 2     |
| Стандард Льеж     | 2016/17 | Лига Жюпилер | 1         | 0         | 0     | 0     | 0         | 0         | 1      | 0      | 2     | 0     |
| Стандард Льеж     | Итого   | Итого        | 76        | 4         | 7     | 1     | 16        | 0         | 3      | 0      | 102   | 5     |
| Мускрон-Перювельз | 2016/17 | Лига Жюпилер | 18        | 1         | -     | -     | -         | -         | -      | -      | 18    | 1     |
| Антверпен         | 2017/18 | Лига Жюпилер | 19        | 2         | 1     | 1     | -         | -         | -      | -      | 20    | 3     |
| Антверпен         | 2018/19 | Лига Жюпилер | 36        | 1         | 0     | 0     | -         | -         | 1      | 0      | 37    | 1     |
| Антверпен         | 2019/20 | Лига Жюпилер | 21        | 0         | 3     | 0     | 2         | 0         | -      | -      | 26    | 0     |
| Антверпен         | Итого   | Итого        | 76        | 3         | 4     | 1     | 2         | 0         | 1      | 0      | 83    | 4     |
| Гент              | 2020/21 | Лига Жюпилер | 0         | 0         | 0     | 0     | 0         | 0         | 0      | 0      | 0     | 0     |
| Итого             | Итого   | Итого        | 170       | 8         | 11    | 2     | 18        | 0         | 4      | 0      | 203   | 10    |

1. ↑  Матч в Суперкубке Бельгии